# Hate That I Love You
"Hate That I Love You" là một bài hát của nữ ca sĩ Rihanna người Barbados từ album phòng thu thứ ba của cô, Good Girl Gone Bad (2007). Bài hát được phát hành trên toàn thế giới vào ngày 21 tháng 8 năm 2007 dưới dạng đĩa đơn thứ ba từ album.

## Xếp hạng

### Xếp hạng tuần
| Bảng xếp hạng (2007–08)                    | Vị trí cao nhất |
| ------------------------------------------ | --------------- |
| Úc (ARIA)                                  | 14              |
| Áo (Ö3 Austria Top 40)                     | 14              |
| Bỉ (Ultratop 50 Flanders)                  | 23              |
| Canada (Canadian Hot 100)                  | 17              |
| Cộng hòa Séc (Rádio Top 100)               | 13              |
| Đan Mạch (Tracklisten)                     | 30              |
| Châu Âu Hot 100 Singles (Billboard)        | 14              |
| Pháp (SNEP)                                | 16              |
| Đức (GfK)                                  | 11              |
| Hungary (Rádiós Top 40)                    | 31              |
| Ireland (IRMA)                             | 13              |
| New Zealand (Recorded Music NZ)            | 6               |
| Hà Lan (Single Top 100)                    | 22              |
| Slovakia (Rádio Top 100)                   | 19              |
| Tây Ban Nha (PROMUSICAE) Spanglish version | 37              |
| Thụy Điển (Sverigetopplistan)              | 10              |
| Thụy Sĩ (Schweizer Hitparade)              | 13              |
| Anh Quốc (OCC)                             | 15              |
| Hoa Kỳ Billboard Hot 100                   | 7               |
| US Adult Pop Songs (Billboard)             | 32              |
| Hoa Kỳ Hot R&B/Hip-Hop Songs (Billboard)   | 20              |
| US Latin Pop Songs (Billboard)             | 24              |
| Hoa Kỳ Pop Airplay (Billboard)             | 3               |

### Xếp hạng cuối năm
| Bảng xếp hạng (2008)  | Vị trí |
| --------------------- | ------ |
| France (SNEP)         | 88     |
| Germany Singles Chart | 87     |
| Spain (PROMUSICAE)    | 10     |
| UK Singles Chart      | 88     |
| US Billboard Hot 100  | 62     |

## Chứng nhận
| Quốc gia | Chứng nhận  | Số đơn vị/doanh số chứng nhận |
| --- | ----------- | ----------------------------- |
| Úc (ARIA) | Bạch kim    | 70.000^                       |
| Brasil (Pro-Música Brasil) | Bạch kim    | 60.000*                       |
| Đan Mạch (IFPI Đan Mạch) | Vàng        | 45.000‡                       |
| New Zealand (RMNZ) | Vàng        | 7.500*                        |
| Tây Ban Nha (PROMUSICAE) | 3× Bạch kim | 60.000*                       |
| Anh Quốc (BPI) | Bạch kim    | 600.000‡                      |
| Hoa Kỳ (RIAA) | 2× Bạch kim | 2.000.000‡                    |
| * Chứng nhận dựa theo doanh số tiêu thụ. ^ Chứng nhận dựa theo doanh số nhập hàng. ‡ Chứng nhận dựa theo doanh số tiêu thụ và phát trực tuyến. |             |                               |